# Exposição ao mercado
Em finanças, a exposição ao mercado (ou exposição ) é uma medida da proporção de dinheiro investido no mesmo setor da indústria. Por exemplo, uma carteira de ações com um valor total de $ 500.000, com $ 100.000 em ações da indústria de semicondutores, teria uma exposição de 20% em ações "chip".  